# パック (ファミスタ)
パック（PAC）は、バンダイナムコゲームス（旧ナムコ）の野球ゲーム・『ファミスタシリーズ』、『球界道中記』、『プロ野球 熱スタ2007』に登場する架空の野球選手及び監督。
同社の看板作品およびキャラクターのパックマンが元ネタとなっている。登録名は作品ごとに「は゜つく」「ぱつく」「PAC」「ぱっくまん」「ぱっく」「パック」「パックマン」のパターンがある。

## 経歴
家庭用ゲーム機版作品では全作を通じて長打力に秀でたナムコスターズの不動の4番打者である。主に三塁を守り、『スーパーファミスタ5』ではナムコスターズの監督も務めたがこの時から一塁も守るようになっている。PS版ワールドスタジアムシリーズでは一塁と外野に守備力が設定されており、『プロ野球ファミスタオンライン』では三塁がメインで一塁がサブと設定されている。
打撃成績はほとんどの年で打率3割を越え、本塁打も20本以上を打っており、スーパーファミスタ時代は実際のプロ野球と照らし合わせても充分打撃タイトルを取れる成績を残している。具体的には1995年3月発売の『スーパーファミスタ5』の成績なら前年のセリーグでは首位打者と本塁打王を取れている。
家庭用ゲーム機版作品では実在及び架空の選手を含めて唯一、全作品スタメン・4番で出場を果たしている（同じナムコスターズのピノは第1作の'86年度版のみ代打での出場。また、MSX2版には登場しない）。
これに対し、アーケード版（『SUPERワールドスタジアム』）では初登場の'98のみ家庭用と同様、4番打者であるが守備位置は捕手。さらに1999で三島平八に4番打者の座を奪われ、投手に転向した後、2000・2001では監督業に専念している。

## エピソード
- ファミスタ64では、「君の最強チーム」に登場する際の選手の誕生日・出身地が設定されており、8月18日・北海道出身となっている。また、攻略本では、生年が1967年と追記されている。この生年月日は、清原和博と全く同じである。
  - 当時のナムコスターズのマサヤ監督は、当時のナムコ社長中村雅哉（1925年12月24日・東京都出身）が元ネタであるが、ナムコスポーツに掲載される似顔絵はパックマンとなっており、「君の最強チーム」に選手として登場する際のデータも、能力の差異を除けば、パックと全く同じものになっている。
- ニューヨークヤンキースの松井秀喜は2007年に当時監督であったジョー・トーリから「パックマン」とあだ名をつけられている。これはパックの元ネタのパックマンのように点（ドット）を取るイメージからとられたものである。もちろんパックもチームの主砲として点取り屋であるが、関連性は無いものと考えられる。